# Kayla McBride
Kayla McBride (* 25. Juni 1992 in Erie, Pennsylvania) ist eine US-amerikanische Basketballspielerin der nordamerikanischen Profiliga Women’s National Basketball Association (WNBA).

## Karriere
Vor ihrer professionellen Karriere in der WNBA spielte McBride von 2010 bis 2014 College-Basketball für die University of Notre Dame in der Liga der National Collegiate Athletic Association (NCAA).
Beim WNBA Draft 2014 wurde sie an 3. Stelle von den San Antonio Stars ausgewählt. Im Jahr 2018 zogen die Stars nach Las Vegas, Nevada, um und wurden in Las Vegas Aces umbenannt. Im März 2018 unterschrieb McBride als Free Agent bei den Aces einen mehrjährigen Vertrag. Im Jahr 2021 wechselte sie zu den Minnesota Lynx.
Im Laufe ihrer bisherigen WNBA-Karriere erzielte Kayla McBride unter anderem die folgenden Erfolge und Auszeichnungen:
- 5× WNBA All-Star (2015, 2018, 2019, 2024, 2025)
- WNBA All-Rookie Team (2014)

### Europa
In der Saisonpause der WNBA spielt McBride wie viele WNBA-Spielerinnen regelmäßig in Europa. Dabei konnte sie dreimal die EuroLeague Women gewinnen: 2019 mit dem russischen Verein UMMC Ekaterinburg und in den Jahren 2023 und 2024 mit dem türkischen Club Fenerbahçe İstanbul.

### Unrivaled
Kayla McBride nahm Anfang 2025 als Spielerin des Teams Laces BC an der Premieren-Saison der neu gegründeten 3×3-Basketball-Liga für Frauen Unrivaled teil.